# 塞勒姆·薩法爾
塞勒姆·薩法爾（1987年5月6日—），阿根廷籃球運動員。在場上的位置是小前鋒。他現在效力於阿根廷籃球聯賽球隊奧布拉斯籃球俱樂部。他也代表阿根廷國家籃球隊參賽。